# Marsac-sur-l'Isle

Marsac-sur-l'Isle este o comună în departamentul Dordogne din sud-vestul Franței. În 2009 avea o populație de 3.005 de locuitori.

## Evoluția populației
| An        | 1975  | 1982  | 1990  | 1999  | 2006  | 2009  |
| --------- | ----- | ----- | ----- | ----- | ----- | ----- |
| Populație | 1.569 | 1.657 | 1.939 | 2.200 | 2.491 | 3.005 |